# گرافیسافت
گرافیسافت (انگلیسی: Graphisoft) شرکت نرم‌افزار مجارستانی است، که در سال ۱۹۸۲ تأسیس شد.